# Bythopirellula
Bythopirellula é um gênero de bactéria da família Planctomycetaceae com uma espécie conhecida (Bythopirellula goksoyri). Bythopirellula goksoyri foi isolada de depósitos de hidróxido de ferro do mar profundo da Dorsal Ártica do Meio-Oceano.